# Sophora zeylanica
Sophora zeylanica är en ärtväxtart som beskrevs av Henry Trimen. Sophora zeylanica ingår i släktet soforor, och familjen ärtväxter. Inga underarter finns listade i Catalogue of Life.